# Cocktailsessel

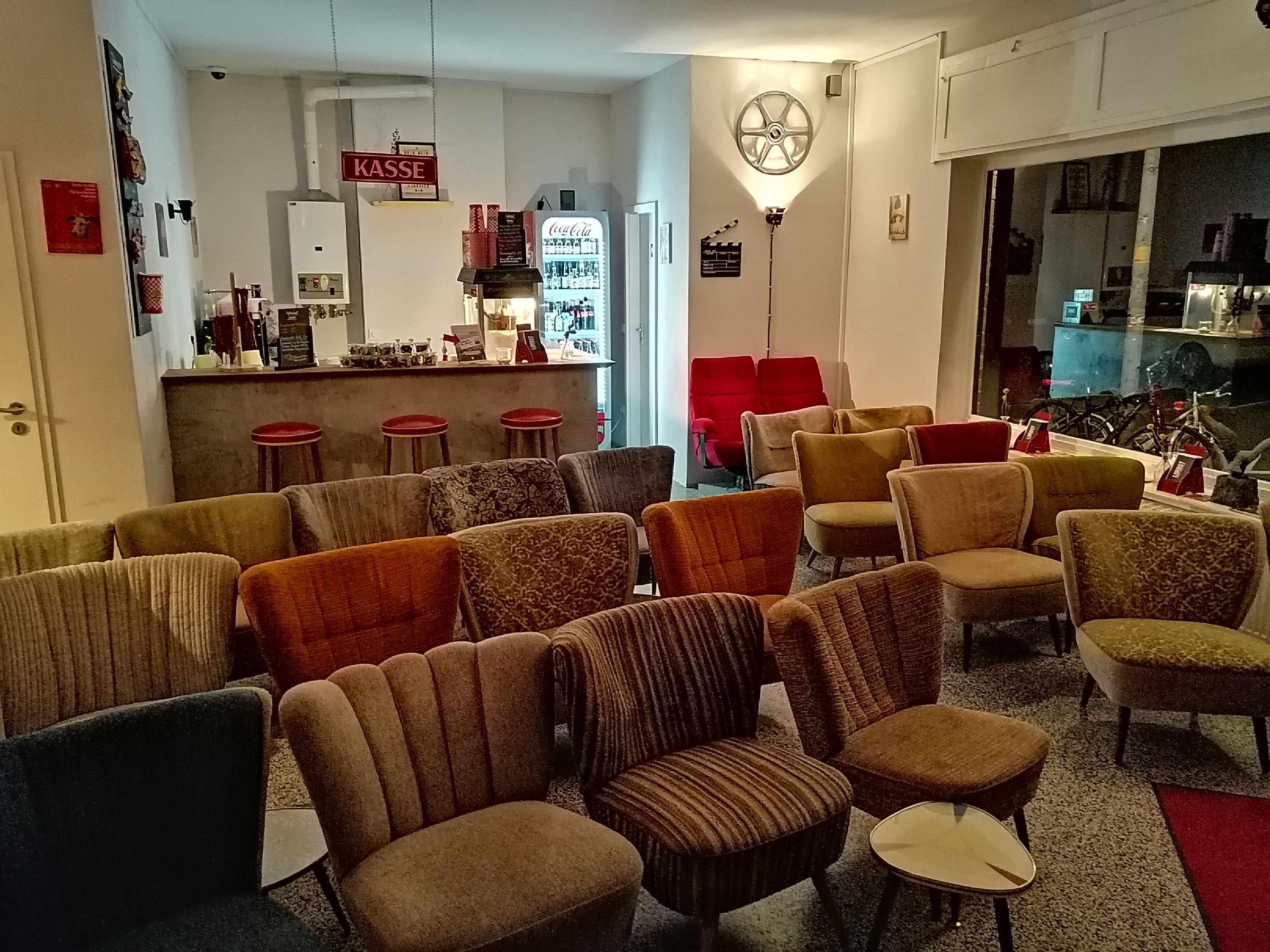
Ein Kino in Hannover mit typischen Cocktailsesseln der 1950er Jahre

Ein Cocktailsessel ist ein für die 1950er Jahre typisches Sitzmöbelstück. Er ist ein gepolsterter Wohnzimmersessel mit halbhoher, durchgehender Arm- und Rückenlehne. Entsprechend der Mode der 50er Jahre hatte der Sessel zierliche Beine und die Form der Sessellehne dergestalt, dass sie den Rücken seitlich leicht „umarmte“, wobei die Lehnenbreite sich zur Sitzfläche hin verjüngte  und so einen grazilen, keineswegs klobigen Gesamteindruck ermöglichte.